# Brucijski bor
Brucijski bor (latinski Pinus brutia) je bor porijeklom iz istočnog mediteranskog područja. Glavnina njegovog područja rasprostranjenosti je u Turskoj, ali se također proteže i na jugoistok Bugarske, Istočnoegejske otoke Egejskog mora, Kretu, Krim, Iran, Gruziju, Azerbajdžan, sjeverni Irak, zapadnu Siriju, Izrael, sjeverozapad Jordan, Libanon i Cipar. Općenito se javlja na malim nadmorskim visinama, uglavnom od razine mora do 600 metara, do 1200 metara na jugu svog raspona.
Brucijski bor poznat je i pod nekoliko drugih uobičajenih naziva: kalabrijski bor (iz naturalizirane populacije bora u Kalabriji u južnoj Italiji, odakle je bor prvi put opisan botanički), istočno-mediteranski bor i turski bor.

## Opis
Pinus brutia je srednje veliko drvo, doseže visinu od 20 – 35 m i promjer debla do 1 m, izuzetno 2 m. Kora je narančastocrvena, gusta i s dubokim pukotinama na dnu debla, a u gornjoj krošnji tanka i ljuskava. Listovi (iglice) su u parovima, vitki, uglavnom 10 – 16 cm dugi, svijetlozeleni do blago žućkasto zeleni.
Češeri su krupni, teški i tvrdi, dugi 6 – 11 cm i široki 4 cm u osnovi kada su zatvoreni. Isprva su zeleni, a 2 godine kasnije, kada sazru, poprimaju sjajno crveno-smeđu boju. Polako se otvaraju tijekom sljedeće godine ili dvije kako bi pustili sjeme, otvarajući se na 5 – 8 širine cm. Sjeme je 7 – 8 duljine mm, s krilima od 15–20 mm, a uglavnom se šire vjetrom.

## Podvrste
Pinus brutia, brucijski bor, usko je povezan s alepskim borom, borom, kanarskim borom i primorskim borom, koji s njim dijele mnoštvo značajki. Neki su ga autori tretirali kao podvrstu alepskog bora, ali obično se smatra zasebnom vrstom. To je umjereno varijabilna vrsta, a imenovane su sljedeće podvrste i sorte:
- Pinus brutia subsp. brutia var. brutija (tipični oblik; veći dio rasprostranjenosti)
  - Pinus brutia subsp. brutia var. pityusa (Gruzija i susjedna ruska crnomorska obala; jedva se razlikuje od tipske podvrste)
  - Pinus brutia subsp. brutia var. stankewiczii (Krim; jedva se razlikuje od tipske podvrste)
  - Pinus brutia subsp. brutia var. pendulifolia (južna obalna Turska; iglice 20 – 29 cm, viseći)
- Pinus brutia subsp. eldarica (eldarski bor, Azerbejdžan; Gruzija; iglice 8 – 14 cm, češeri 5 – 9 cm). Također u Srednjoj Aziji, uključujući Afganistan i Pakistan i planinska područja na sjeveru u Srednjoj Aziji.

Neki autori eldarski bor tretiraju kao vrstu (Pinus eldarica). Ta je podvrsta prilagođena sušnijoj klimi s ljetnim vrhom kiše, dok je subsp. brutia je prilagođena klimi s uglavnom zimskim kišama.

## Ekologija
Krüperov oraščić, rijedak oraščić, uglavnom je ograničen na šume turskog bora i u velikoj mjeri ovisi o njemu za hranjenje; rasponi dviju vrsta uglavnom su podudarni.

## Vanjske poveznice
|  | Zajednički poslužitelj ima stranicu o temi Pinus brutia    |
|  | Zajednički poslužitelj ima još gradiva o temi Pinus brutia |
|  | Wikivrste imaju podatke o taksonu Pinus brutia             |

- Photos of trees in Turkey (scroll down page)
- Gymnosperm Database – Pinus brutia
- Conifers Around the World: Pinus brutia – Calabrian pine
- Pinus brutia – distribution map, genetic conservation units and related resources. European Forest Genetic Resources Programme (EUFORGEN)